# Stenaelurillus wa
Espèce
Stenaelurillus wa est une espèce d'araignées aranéomorphes de la famille des Salticidae.

## Répartition
Cette espèce est endémique du Ghana. Elle se rencontre dans les régions du Haut Ghana occidental, du Nord-Ouest et du Grand Accra.

## Description
La carapace des mâles mesure de 2,5 à 2,7 mm de long sur de 1,8 à 1,8 mm et l'abdomen de 2,4 à 2,7 mm de long sur de 1,8 à 1,9 mm et la carapace de la femelle paratype 2,8 mm de long sur 2,0 mm et l'abdomen 3,2 mm de long sur 2,4 mm.

## Systématique et taxinomie
Cette espèce a été décrite en 2025 par Wawer (d) & Wesołowska.

## Étymologie
Son nom d'espèce lui a été donné en référence au lieu de sa découverte, Wa.

## Publication originale
- (en) Wawer & Wesołowska, « Jumping spiders from Ghana collected by J. Prószyński (Araneae: Salticidae) », Annales Zoologici, 2025, vol. 75, no 2, p. 599-628.